# Пра дел Прете (Маса-Карара)
Пра дел Прете је насеље у Италији у округу Маса-Карара, региону Тоскана.
Према процени из 2011. у насељу је живело 8 становника. Насеље се налази на надморској висини од 684 м.